# Lijst van county's in Georgia
De Amerikaanse staat Georgia is onderverdeeld in 159 county's. Georgia is daarmee na Texas de staat met de meeste county's. De staat Texas telt er 254. De reden voor dit hoge aantal, relatief kleine, county's is het idee dat een boer te paard op één dag van de countygrens naar de hoofdplaats en weer terug moet kunnen reizen.
County's in Georgia hebben een grote mate van autonomie. Veel county's zijn vernoemd naar belangrijke figuren uit de geschiedenis van de Verenigde Staten en Georgia.

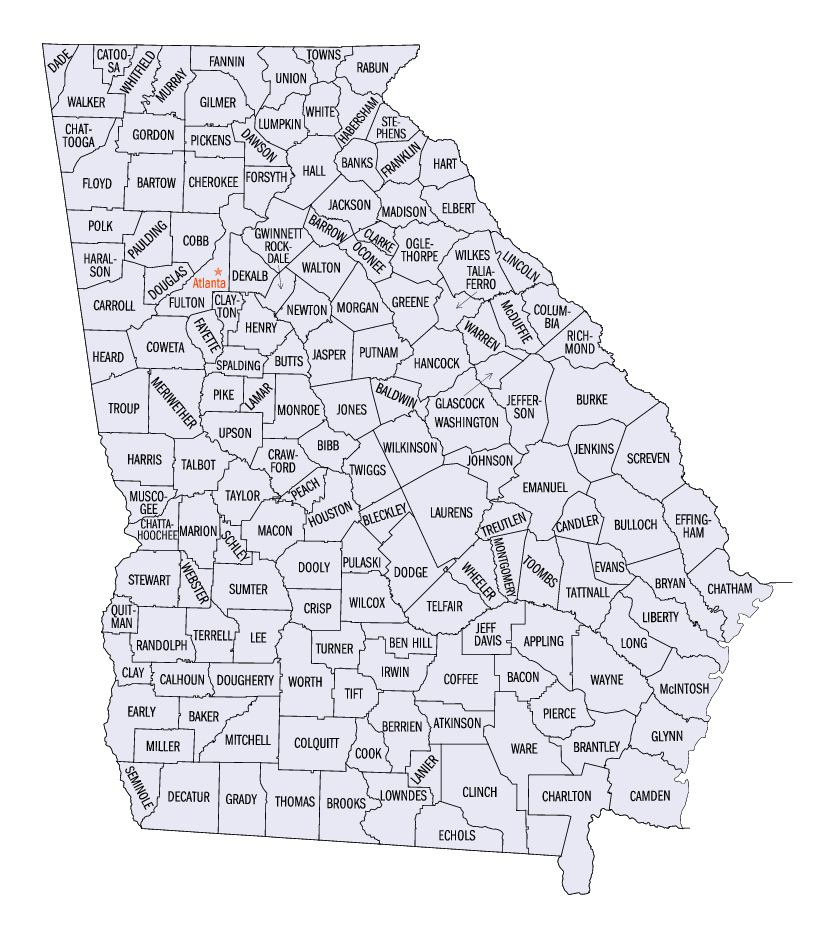
County's in Georgia

| County        | Inwoners 1 juli 2007 | Hoofdplaats    | Inwoners 1 juli 2007 |
| ------------- | -------------------- | -------------- | -------------------- |
| Appling       | 17.946               | Baxley         | 4492                 |
| Atkinson      | 8223                 | Pearson        | 1955                 |
| Bacon         | 10.507               | Alma           | 3494                 |
| Baker         | 3781                 | Newton         | 794                  |
| Baldwin       | 46.057               | Milledgeville  | 20.039               |
| Banks         | 16.556               | Homer          | 1077                 |
| Barrow        | 67.139               | Winder         | 13.599               |
| Bartow        | 92.834               | Cartersville   | 18.553               |
| Ben Hill      | 17.650               | Fitzgerald     | 9151                 |
| Berrien       | 16.722               | Nashville      | 4824                 |
| Bibb          | 154.709              | Macon          | 93.076               |
| Bleckley      | 12.306               | Cochran        | 4857                 |
| Brantley      | 15.440               | Nahunta        | 979                  |
| Brooks        | 16.340               | Quitman        | 4591                 |
| Bryan         | 30.132               | Pembroke       | 2484                 |
| Bulloch       | 66.176               | Statesboro     | 26.610               |
| Burke         | 22.754               | Waynesboro     | 5774                 |
| Butts         | 23.759               | Jackson        | 4411                 |
| Calhoun       | 6098                 | Morgan         | 1548                 |
| Camden        | 48.689               | Woodbine       | 1357                 |
| Candler       | 10.550               | Metter         | 4272                 |
| Carroll       | 111.954              | Carrollton     | 22.880               |
| Catoosa       | 62.241               | Ringgold       | 2769                 |
| Charlton      | 10.609               | Folkston       | 3227                 |
| Chatham       | 248.469              | Savannah       | 130.331              |
| Chattahoochee | 9430                 | Cusseta        | 9430                 |
| Chattagooga   | 26.797               | Summerville    | 5004                 |
| Cherokee      | 204.363              | Canton         | 21.464               |
| Clarke        | 114.063              | Athens         | 112.760              |
| Clay          | 3207                 | Fort Gaines    | 1042                 |
| Clayton       | 272.217              | Jonesboro      | 3911                 |
| Clinch        | 6992                 | Homerville     | 2813                 |
| Cobb          | 691.905              | Marietta       | 67.021               |
| Coffee        | 40.085               | Douglas        | 11.290               |
| Colquitt      | 44.814               | Moultrie       | 15.199               |
| Columbia      | 109.100              | Appling        | ---                  |
| Cook          | 16.432               | Adel           | 5399                 |
| Coweta        | 118.936              | Newnan         | 28.857               |
| Crawford      | 12.483               | Knoxville      | ---                  |
| Crisp         | 22.125               | Cordele        | 11.456               |
| Dade          | 16.098               | Trenton        | 2370                 |
| Dawson        | 21.484               | Dawsonville    | 1418                 |
| Decatur       | 28.544               | Bainbridge     | 12.108               |
| DeKalb        | 737.093              | Decatur        | 19.168               |
| Dodge         | 20.042               | Eastman        | 5634                 |
| Dooly         | 11.592               | Vienna         | 2867                 |
| Dougherty     | 95.693               | Albany         | 75.825               |
| Douglas       | 124.495              | Douglasville   | 30.098               |
| Early         | 11.836               | Blakely        | 5328                 |
| Echols        | 4093                 | Statenville    | ---                  |
| Effingham     | 50.728               | Springfield    | 2085                 |
| Elbert        | 20.525               | Elberton       | 4568                 |
| Emanuel       | 22.469               | Swainsboro     | 7535                 |
| Evans         | 11.505               | Claxton        | 2403                 |
| Fannin        | 22.580               | Blue Ridge     | 1042                 |
| Fayette       | 106.144              | Fayetteville   | 15.126               |
| Floyd         | 95.618               | Rome           | 36.463               |
| Forsyth       | 158.914              | Cumming        | 5842                 |
| Franklin      | 21.793               | Carnesville    | 667                  |
| Fulton        | 992.137              | Atlanta        | 519.145              |
| Gilmer        | 28.389               | Ellijay        | 1582                 |
| Glascock      | 2771                 | Gibson         | 754                  |
| Glynn         | 74.932               | Brunswick      | 16.235               |
| Gordon        | 52.044               | Calhoun        | 14.520               |
| Grady         | 25.042               | Cairo          | 9697                 |
| Greene        | 15.662               | Greensboro     | 3332                 |
| Gwinett       | 776.380              | Lawrenceville  | 28.969               |
| Habersham     | 42.272               | Clarkesville   | 1647                 |
| Hall          | 180.175              | Gainesville    | 34.818               |
| Hancock       | 9568                 | Sparta         | 1312                 |
| Haralson      | 28.718               | Buchanan       | 1124                 |
| Harris        | 29.073               | Hamilton       | 566                  |
| Hart          | 24.240               | Hartwell       | 4301                 |
| Heard         | 11.387               | Franklin       | 866                  |
| Henry         | 186.037              | McDonough      | 18.443               |
| Houston       | 131.016              | Perry          | 12.661               |
| Irwin         | 9934                 | Ocilla         | 3166                 |
| Jackson       | 59.254               | Jefferson      | 7513                 |
| Jasper        | 13.660               | Monticello     | 2594                 |
| Jeff Davis    | 13.291               | Hazlehurst     | 3806                 |
| Jefferson     | 16.454               | Louisville     | 2641                 |
| Jenkins       | 8595                 | Millen         | 3472                 |
| Johnson       | 9533                 | Wrightsville   | 3751                 |
| Jones         | 27.229               | Gray           | 2218                 |
| Lamar         | 16.961               | Barnesville    | 5954                 |
| Lanier        | 7947                 | Lakeland       | 2804                 |
| Laurens       | 47.520               | Dublin         | 17.463               |
| Lee           | 33.050               | Leesburg       | 2876                 |
| Liberty       | 60.503               | Hinesville     | 30.504               |
| Lincoln       | 8098                 | Lincolnton     | 1509                 |
| Long          | 11.300               | Ludowici       | 1595                 |
| Lowndes       | 101.790              | Valdosta       | 47.567               |
| Lumpkin       | 26.554               | Dahlonega      | 4939                 |
| Macon         | 13.524               | Oglethorpe     | 1105                 |
| Madison       | 28.012               | Danielsville   | 452                  |
| Marion        | 7024                 | Buena Vista    | 1658                 |
| McDuffie      | 21.551               | Thomson        | 6793                 |
| McIntosh      | 11.420               | Darien         | 1788                 |
| Meriwether    | 22.748               | Greenville     | 923                  |
| Miller        | 6163                 | Colquitt       | 1901                 |
| Mitchell      | 24.139               | Camilla        | 5703                 |
| Monroe        | 25.145               | Forsyth        | 4637                 |
| Montgomery    | 9060                 | Mount Vernon   | 2188                 |
| Morgan        | 18.165               | Madison        | 3895                 |
| Murray        | 40.664               | Chatsworth     | 4157                 |
| Muscogee      | 187.046              | Columbus       | 187.046              |
| Newton        | 96.019               | Covington      | 14.712               |
| Oconee        | 31.367               | Watkinsville   | 2825                 |
| Oglethorpe    | 13.963               | Lexington      | 230                  |
| Paulding      | 127.906              | Dallas         | 10.045               |
| Peach         | 25.672               | Fort Valley    | 8163                 |
| Pickens       | 30.488               | Jasper         | 3123                 |
| Pierce        | 17.881               | Blackshear     | 3478                 |
| Pike          | 17.204               | Zebulon        | 1234                 |
| Polk          | 41.460               | Cedartown      | 9886                 |
| Pulaski       | 9843                 | Hawkinsville   | 4294                 |
| Putnam        | 20.251               | Eatonton       | 6766                 |
| Quitman       | 2666                 | Georgetown     | 1013                 |
| Rabun         | 16.519               | Clayton        | 2169                 |
| Randolph      | 7294                 | Cuthbert       | 3492                 |
| Richmond      | 197.372              | Augusta        | 192.142              |
| Rockdale      | 82.052               | Conyers        | 13.343               |
| Schley        | 4123                 | Ellaville      | 1776                 |
| Screven       | 15.037               | Sylvania       | 2509                 |
| Seminole      | 9081                 | Donalsonville  | 2719                 |
| Spalding      | 62.826               | Griffin        | 23.504               |
| Stephens      | 25.268               | Toccoa         | 9133                 |
| Stewart       | 4647                 | Lumpkin        | 1216                 |
| Sumter        | 35.532               | Americus       | 16.545               |
| Talbot        | 6607                 | Talbotton      | 998                  |
| Taliaferro    | 1884                 | Crawfordville  | 522                  |
| Tattnall      | 23.179               | Reidsville     | 2423                 |
| Taylor        | 8738                 | Butler         | 1825                 |
| Telfair       | 13.366               | McRae          | 4379                 |
| Terrell       | 10.260               | Dawson         | 4603                 |
| Thomas        | 45.237               | Thomasville    | 19.000               |
| Tift          | 41.610               | Tifton         | 16.486               |
| Toombs        | 27.820               | Lyons          | 4480                 |
| Towns         | 10.894               | Hiawassee      | 866                  |
| Treutlen      | 6938                 | Soperton       | 3243                 |
| Troup         | 63.535               | LaGrange       | 27.977               |
| Turner        | 9270                 | Ashburn        | 4280                 |
| Twiggs        | 10.280               | Jeffersonville | 1154                 |
| Union         | 20.968               | Blairsville    | 709                  |
| Upson         | 27.562               | Thomaston      | 9165                 |
| Walker        | 64.554               | La Fayette     | 6890                 |
| Walton        | 83.144               | Monroe         | 13.442               |
| Ware          | 35.831               | Waycross       | 14.765               |
| Warren        | 5908                 | Warrenton      | 1955                 |
| Washington    | 20.937               | Sandersville   | 6173                 |
| Wayne         | 29.046               | Jesup          | 10.181               |
| Webster       | 2245                 | Preston        | 434                  |
| Wheeler       | 6830                 | Alamo          | 2617                 |
| White         | 25.020               | Cleveland      | 2582                 |
| Whitfield     | 93.379               | Dalton         | 33.401               |
| Wilcox        | 8613                 | Abbeville      | 2560                 |
| Wilkes        | 10.262               | Washington     | 4037                 |
| Wilkinson     | 10.064               | Irwinton       | 585                  |
| Worth         | 21.285               | Sylvester      | 5726                 |

Alabama · Alaska · Arizona · Arkansas · Californië · Colorado · Connecticut · Delaware · Florida · Georgia · Hawaï · Idaho · Illinois · Indiana · Iowa · Kansas · Kentucky · Louisiana · Maine · Maryland · Massachusetts · Michigan · Minnesota · Mississippi · Missouri · Montana · Nebraska · Nevada · New Hampshire · New Jersey · New Mexico · New York · North Carolina · North Dakota · Ohio · Oklahoma · Oregon · Pennsylvania · Rhode Island · South Carolina · South Dakota · Tennessee · Texas · Utah · Vermont · Virginia · Washington · West Virginia · Wisconsin · Wyoming